# Seznam zámků na Loiře
Toto je seznam zámků nacházejících se v povodí francouzské řeky Loiry.

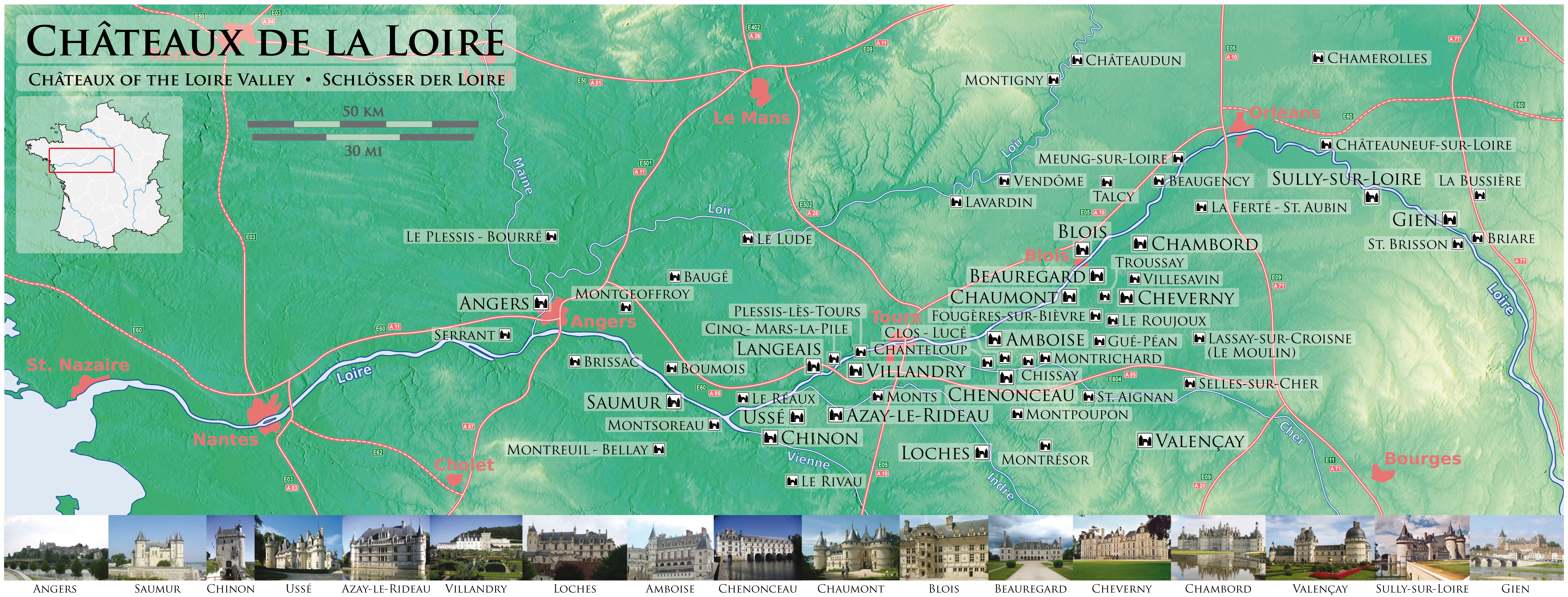
Mapka Loiry s vyznačenými zámky

- Ainay-le-Vieil
- Amboise
- Anet
- Angers
- Argy
- Azay-le-Ferron
- Azay-le-Rideau
- Beauregard
- Bellegarde
- Blois
- Boumois
- Bourdaisière
- Brissac
- Candé
- Clermont
- Clos Lucé
- Ferté
- Fougères-sur-Bièvre
- Gien
- Gizeux
- Chambord
- Chamerolles
- Châteaudun
- Châteauneuf-sur-Loire
- Chaumont-sur-Loire
- Chenonceau
- Cheverny
- Chinon
- La Bussière
- Langelais
- Loches
- Lude
- Luynes
- Menars
- Meung-sur-Loire
- Montgeoffroy
- Montpoupon
- Montrésor
- Montreuil-Bellay
- Montrichard
- Montsoreau
- Moulin
- Nantes
- Oiron
- Plessis-Bourré
- Rivau
- Saché
- Saint-Brisson
- Sarzay
- Saumur
- Serrant
- Sully-sur-Loire
- Talcy
- Tours
- Troussay
- Ussé
- Valençay
- Verrerie
- Villandry
- Villesavin